# 尼基亚斯·阿恩特
尼基亚斯·阿恩特（德語：Nikias Arndt，1991年11月18日—），德国男子自行车运动员，2010年环阿拉尼亚自行车赛总冠军、2012年环柏林自行车赛总冠军、2021年世界公路自行车锦标赛混合团体接力金牌得主。